# SN 2009ja
SN 2009ja – supernowa odkryta 30 sierpnia 2009 roku w galaktyce A230241-0959. W momencie odkrycia miała maksymalną jasność 18,60m.